# Takuto Oshima
Takuto Oshima (jap. 大島 拓登, ur. 1 czerwca 1998 w Hirakacie) – japoński piłkarz występujący na pozycji środkowego pomocnika.  Wychowanek Rissho University Shonan High School i Uniwersytetu Fukuoka. W swojej karierze grał także w FC Osace, FC AWJ, Družstevníku Župčany, Zemplínie Michalovce i Cracovii.